# اللغة المازندرانية

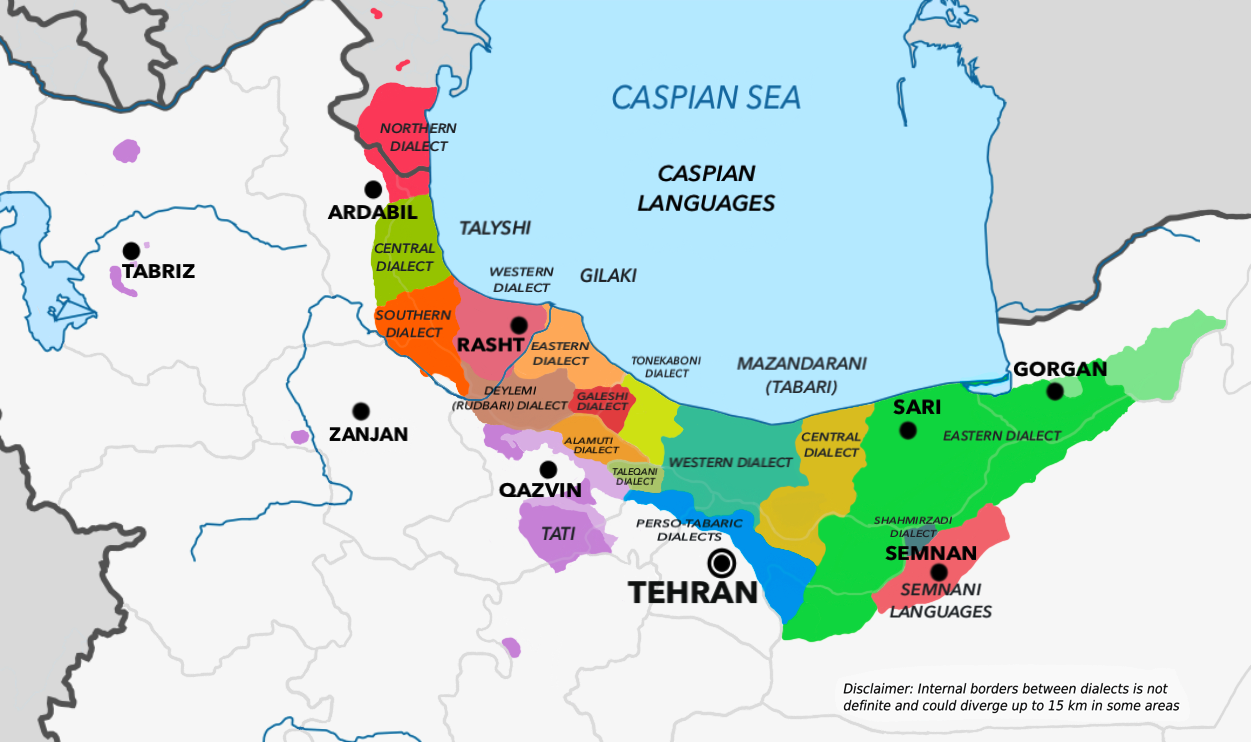
خريطة لإيران وعليها المناطق التي يتحدث أهلها الطبرية ، ديلمي ، جيلكي ، تالشي ، الموتی ، طالقانی ، سمناني و شهميرزادي

اللغة المازندرانية هي لغة هندوأوروبية، تعد اللغة المحلية لمحافظة مازندران الإيرانية،(1) ويتكلمها المازاندرانيون في مازندران وغيرها من المناطق التي يتواجدون فيها، وتُكتب بالخط العربي بإضافة أربعة حروف، هي: پ، چ، ژ، گ تماماً كالفارسية. وتسمى المازندرانية أيضاً اللغة الطبرية نسبة إلى طبرستان الاسم القديم لمازندران.

## الترجمات العربية إلى المازندرانية

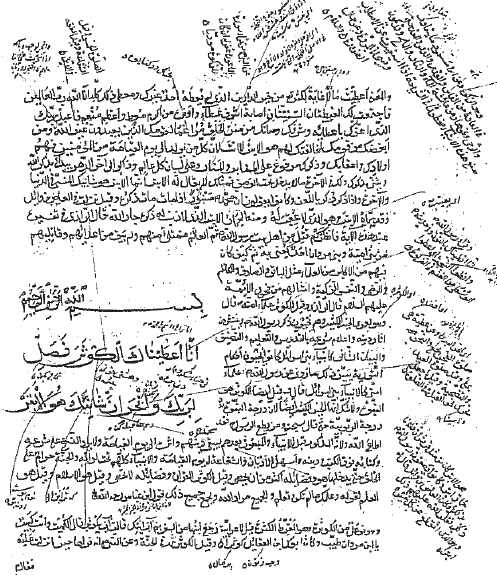
صفحة من مخطوطة إحدى الترجمات القرآنية تُظهر سورة الكوثر مع ترجمة فارسية ومازندرانية وحواشي وتعليقات كثيرة.

- ترجمة مازندرانية لمقامات الحريري التي ألفها محمد الحريري البصري، وهذه الترجمة محفوظة في نسخة في مكتبة ملك بطهران.
- ترجمتان للقرآن موجودتان في مكتبة مجلس الشورى الإيراني، إحداهما برقم 12278 وبعنوان (بالفارسية: تفسیر قرآن با ترجمه طبری جلد اول) أي المجلد الأول من تفسير القرآن مع الترجمة الطبرية، والأخرى برقم 17982 وبعنوان (بالفارسية: تفسیر قرآن از سورهٔ مریم تا آخر با ترجمهٔ فارسی و طبری کهن) أي تفسير القرآن من سورة مريم إلى آخره مع ترجمة فارسية وطبرية.
- الترجمة الزيدية: هي إحدى الترجمات القديمة للقرآن، ترجمها بعض أعلام الزيدية،(2) ولا تزال مخطوطة محفوظة في مكتبة مجلس الشورى الإيراني برقم 17982. وفيما يلي نموذج من الترجمة الزيدية لآيات سورة الكوثر:

﴿إِنَّا أَعْطَيْنَاكَ الْكَوْثَرَ ۝١﴾ [الكوثر:1]؛ اما ترا هادائیم یا محمد  وهشتی خونی چشمه.
﴿فَصَلِّ لِرَبِّكَ وَانْحَرْ ۝٢﴾ [الكوثر:2]؛ نماج بکن، تی خیا شکر بجار دنی بره، دیم هاقبله کن، قربان بکن.
﴿إِنَّ شَانِئَكَ هُوَ الْأَبْتَرُ ۝٣﴾ [الكوثر:3]؛ که ترا بزا نوم بوسته اونه.

## هوامش
- 1 - مازندران كغيرها من مناطق إيران؛ تعد اللغة الفارسية فيها اللغة الرسمية في الإعلام والتعليم والقطاعات العامة.
- 2 - كان للطائفة الزيدية انتشار كبير في مازندران، وقد بسطوا سيطرتهم على هذه البلاد فترة طويلة، واليوم لا وجود للزيدية فيها بل الغالبية العظمى من المازندرانيين هم من الشيعة الإثني عشرية.